# Лозинський Орест Юліанович
Орест Юліанович Лозинський (нар. 1 квітня 1941, Ходорів, Жидачівський район, Львівська обл. — 17 квітня 2021 Львів) — український учений. Доктор технічних наук, професор, директор Інституту енергетики та систем керування й завідувач кафедри електроприводу та автоматизації промислових установок Національного університету «Львівська політехніка». Заслужений діяч науки та техніки України.

## Життєпис
Закінчив середню школу № 1 у Ходорові (1958). Закінчив Львівський політехнічний інститут, електромеханічний факультет за спеціальністю «Електропривод і автоматизація промислових установок» (1965).
Трудова діяльність:
- 1958 — 1960 — електромонтер Ходорівського цукрового заводу (Львівська область).
- 1960 — 1965 — студент ЕМФ Львівського політехнічного інституту.
- 1965 — 1967 — інженер НДЛ-7 при кафедрі електроприводу та автоматизації промислових установок (ЕАП) ЛПІ.
- 1967 — 1970 — аспірант кафедри ЕАП ЛПІ; 1970 — 1975 — асистент кафедри ЕАП ЛПІ.
- 1975 — 1980 — старший викладач кафедри ЕАП ЛПІ; 1980 — 1992 — доцент кафедри ЕАП ЛПІ.
- від 1992 — завідувач кафедри електроприводу та автоматизації промислових установок .
- 1989 — 2001 — декан електромеханічного факультету Львівської політехніки.
- З 2001 — директор Інституту енергетики та систем керування НУ «ЛП».

Кандидатська дисертація: «Система оптимального керування електроприводом переміщення електродів дугової сталеплавильної печі» (1974). Докторська дисертація: «Системи керування режимом дугових сталеплавильних печей на основі імовірнісних моделей процесів» (1996). Вчене звання доцента присвоєно 1982 року, професора — 1997 року.
Автор понад 300 наукових праць, має 37 авторських свідоцтв та патентів, 7 навчальних посібників, близько 50 методичних розробок.
Керівник наукової школи при кафедрі ЕАП зі створення автоматизованих систем керування електричним режимом дугових сталеплавильних печей.
Голова комісії Вченої ради Національного університету «Львівська політехніка» з питань навчання. Брав активну участь у розробці багатьох нормативних документів, що стосуються запровадження нових технологій навчання, за умовами Болонської декларації.
Член двох спеціалізованих Вчених рад з присудження наукового ступеня доктора наук, членом науково-методичної комісії Міністерства освіти і науки України з базового напряму «Електромеханіка».

## Основні курси
Орест Юліанович Лозинський викладає такі предмети:
- «Теорія автоматичного керування».
- «Основи надійності електромеханічних систем».
- «Синтез систем електроприводів».
- «Теорія функціонування оптимальних систем з детермінованими і випадковими збуреннями».
- «Сучасна теорія автоматичного керування в електромеханічних системах».

## Наукові праці
Основні наукові інтереси Ореста Лозинського — синтез стохастичних електромеханічних систем на основі критерія мінімуму дисперсії вихідних координат.
Наукові розробки О. Ю. Лозинського (стохастичні системи автоматизованого розпізнавання технологічних стадій потужних дугових сталеплавильних печей і технічні засоби для їх функціонування) впроваджені на багатьох металургійних заводах колишнього СРСР і України. Використання цих розробок підтверджено значним економічним ефектом.
Вибрані публікації
1. Елементи теорії випадкових процесів [Текст]: навч. посіб. для студ. освітньо-кваліфікац. напрямів «Електромеханіка», «Електротехніка», «Енергетика», «Автоматизація та комп'ютерно-інтегровані технології» вищих навч. закл. / Ю. К. Рудавський [и др.] ; Національний ун-т «Львівська політехніка». — Л. : Видавництво Національного університету «Львівська політехніка», 2004. — 239 с. — Бібліогр.: с. 238—239. — ISBN 966-553-348-7
2. Електромеханічні системи автоматичного керування та електроприводи [Текст]: навч. посіб. для вищ. навч. закл., які навч. за напрямом «Електромеханіка» / М. Г. Попович [та ін.] ; ред. М. Г. Попович, О. Ю. Лозинський. — К. : Либідь, 2005. — 680 с.: рис. — Бібліогр.: с. 675—676. — ISBN 966-06-0362-2
3. Ситуаційне керування в дугових сталеплавильних печах [Текст] / Л. Д. Костинюк [та ін.] ; ред. О. Ю. Лозинський, Я. Ю. Марущак ; Національний ун-т «Львівська політехніка». — Л. : Видавництво Національного ун-ту «Львівська політехніка», 2004. — 382 с.: рис. — Бібліогр.: с. 363—378. — ISBN 966-553-427-0
4. Багатокритеріальне оптимальне керування режимами плавлення в дугових сталеплавильних печах [Текст]: монографія / [Лозинський О. Ю. та ін.] ; Нац. ун-т «Львів. політехніка». — Л. : Вид-во Львів. політехніки, 2010. — 206 с. : рис. — Бібліогр.: с. 185—204. — ISBN 978-617-607-009-2
5. Математичні моделі та методи аналізу надійності радіоелектронних, електротехнічних та програмних систем [Текст]: монографія / Ю. Я. Бобало та ін. ; Нац. ун-т «Львів. політехніка». — Л. : Вид-во Львів. політехніки, 2013. — 299 с. : рис., табл. — Бібліогр. в кінці розд. — ISBN 978-617-607-468-7
6. Система автоматизованого електроприводу з обмеженням прискорення / О. Ю. Лозинський, Б. Я. Панченко, В. Б. Цяпа // Вісн. Нац. ун-ту «Львів. політехніка». — 2005. -№ 544: Електроенерг. та електромех. системи. — С. 89-95. — Бібліогр.: 4 назви.
7. Availability calculation of the repairable item with whole standby redundancy on the basis of state space extension / O. Lozynsky, S. Shcherbovskykh // Perspective technologies and methods in MEMS desing: Proc. of the 1st Intern. conf. of young scientists MEMSTECH 2005, 25-28 May 2005, Lviv, Polyana, Ukraine. — Lviv: Publ. house of Lviv polytechnic nat. univ., 2005. — P. 16-17. — Bibliogr.: 2 titles.
8. Electromechanical items availability calculation Monte-Carlo approach with state space conception application / O. Yu. Lozynsky, S.V. Shcherbovskykh // Proc. of the XIII Intern. symp. on theoretical electrical engineering ISTET’ 05, July 4-7, 2005, Lviv, Ukraine. — Lviv, 2005. — P. 284—285. — Bibliogr.: 3 titles.

## Нагороди та відзнаки
Орест Лозинський нагороджений такими відзнаками:
- Нагрудний знак «Изобретатель СССР» (1985 р.)
- Нагрудний знак «Відмінник освіти України» (1994 р.)
- Почесна Грамота Міністерства освіти і науки України (2001 р.)
- «Заслужений діяч науки та техніки України» (2005 р.)
- Почесна грамота Львівської обласної державної адміністрації (2003 р., 2007 р.)
- Нагрудний знак «Петро Могила» (2007 р.)
- Грамота Верховної Ради України (2009 р.)
- Почесний професор Львівської політехніки (2011 р.)[2].
- Орден «За заслуги» III ст. (22 січня 2019) — за значний особистий внесок у державне будівництво, зміцнення національної безпеки, соціально-економічний, науково-технічний, культурно-освітній розвиток Української держави, вагомі трудові досягнення, багаторічну сумлінну працю[3]